# Jo Daviess County
Jo Daviess County är ett county i delstaten Illinois i USA. Den administrativa huvudorten (county seat) är Galena.

## Politik
Jo Daviess County har historiskt sett tenderat att rösta på republikanerna i politiska val. Under 2000-talet har det dock alltmer blivit ett så kallat swing distrikt där det är jämnt mellan republikanerna och demokraterna.
Republikanernas kandidat har vunnit countyt i tre av fem presidentval (2000, 2004, 2016) under 2000-talet.

## Geografi
Enligt United States Census Bureau har countyt en total area på 1 602 km². 1 557 km² av den arean är land och 46 km² är vatten.

### Angränsande countyn
- Lafayette County, Wisconsin - nord
- Stephenson County - öst
- Carroll County - sydost
- Jackson County, Iowa - sydväst
- Dubuque County, Iowa - väst
- Grant County, Wisconsin - nordväst

### Orter
- Galena (huvudort)